# Antonio Roma
Antonio Roma (Villa Lugano, Buenos Aires, 13 de juliol de 1932 - Buenos Aires, 20 de febrer de 2013) fou un futbolista argentí que jugava de porter.

## Trajectòria

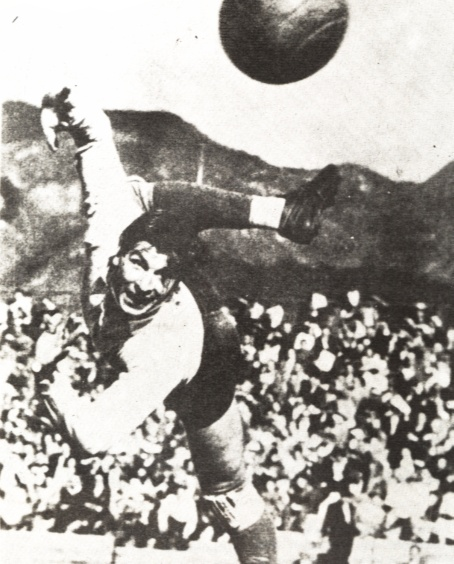
Antonio Roma

Conegut amb el sobrenom de Tarzán, començà la seva carrera professional al club Ferro Carril Oeste el 1955. Jugà al club fins a 1959, any en què fou traspassat, juntament amb el seu company Silvio Marzolini, a Boca Juniors. Romangué a Boca fins a 1972, esdevenint un gran ídol del club, amb un total de 323 partits disputats. Guanyà les lligues de 1962, 1964, 1965, i el campionat Nacional de 1969 i 1970. El 1969 romangué sense encaixar un gol a la seva porteria durant 783 minuts.
Fou internacional amb la selecció argentina entre 1956 i 1967 i disputà els Mundials de 1962 i 1966. En total disputà 42 partits amb Argentina.